# Monotropeae
Monotropeae es una tribu de plantas fanerógamas perteneciente a la familia Ericaceae. El género tipo es: Monotropa L.

## Géneros
- Allotropa -
- Cheilotheca -
- Hemitomes -
- Monotropa -
- Monotropastrum -
- Monotropsis -
- Pityopus -
- Pleuricospora